# Gobada
Gobada ist eine Stadt und ein Arrondissement im Departement Collines im westafrikanischen Staat Benin. Es ist eine Verwaltungseinheit, die der Gerichtsbarkeit der Kommune Savalou untersteht.

## Demografie und Verwaltung
Gemäß der Volkszählung 2013 des beninischen Statistikamtes INSAE hatte das Arrondissement 6092 Einwohner, davon waren 2874 männlich und 3218 weiblich.
Von den 111 Dörfern und Quartieren der Kommune Savalou entfallen sieben auf Gobada:
1. Abiadji-Sogoudo
2. Gobada
3. Govi
4. Lama
5. Lékè
6. Zadowin
7. Zankpé-Houéssinhoué